# Union de la démocratie internationale
Pour les articles homonymes, voir UDI et IDU.
L'Union de la démocratie internationale (UDI ; anglais : International Democracy Union, IDU) est une organisation internationale regroupant des partis politiques conservateurs et parfois souverainistes du monde entier. C'est une union mondiale de partis de droite.
Son siège est situé à Munich, Allemagne et plus de 80 partis en sont membres ou associés. Son président actuel est l'ancien Premier ministre canadien Stephen Harper.

## Histoire
L'UDI fut fondée le 24 juin 1983 à Londres sous l'impulsion de leaders de la droite de divers pays comme Jacques Chirac (RPR), alors maire de Paris, le vice-président des États-Unis, George Bush (Républicain), la Première ministre britannique, Margaret Thatcher (Conservatrice), et du chancelier fédéral allemand Helmut Kohl (CDU). Il s'agissait de créer un forum dans lequel des partis partageant les mêmes valeurs conservatrices et démocratiques puissent échanger au niveau mondial. Avec la chute du Bloc soviétique, l'UDI a considérablement étendu son implantation vers les pays d'Europe de l'Est.
Selon le journaliste et spécialiste de l’Amérique latine Maurice Lemoine, certains partis latino-américains membres de l'Union démocrate internationale présentent un profil assez radical : « l'Alliance républicaine nationaliste (Arena), ex-branche politique des escadrons de la mort salvadoriens ; Pouvoir démocratique social, parti bolivien qui soutient le leader sécessionniste de Santa Cruz Ruben Costas ; Union démocrate indépendante, héritière du pinochetisme au Chili ; Parti Colorado, parti unique sous le régime d'Alfredo Stroessner, etc. »

## Membres
- Albanie - Partia Demokratike e Shqipërisë, Parti démocrate d'Albanie; Partia Republikane e Shqipërisë, Parti républicain d'Albanie
- Allemagne

1. Christlich Demokratische Union (CDU), Union chrétienne-démocrate ;
2. Christlich-Soziale Union (CSU), Union chrétienne-sociale (Bavière) ;

- Australie - Liberal Party of Australia, Parti libéral d'Australie ;
- Autriche - Österreichische Volkspartei (ÖVP), Parti populaire autrichien ;
- Azerbaïdjan - Azərbaycan Milli İstiqlal Partiyası, Parti pour l'indépendance nationale d'Azerbaïdjan ;
- Biélorussie - Партыя БНФ, Front populaire ; Parti civil uni de Biélorussie
- Royaume de Belgique - Nieuw-Vlaamse Alliantie, Nieuw-Vlaamse Alliantie
- Brésil - "União Brasil;
- Bulgarie  - Граждани за европейско развитие на България (GERB), Citoyens pour le développement européen de la Bulgarie

- Canada - Parti conservateur du Canada ;
- Chili :

1. Unión Demócrata Independiente (UDI), Union démocrate indépendante
2. Renovación Nacional, (RN), Rénovation nationale ;

- Colombie - Partido Conservador Colombiano, Parti conservateur colombien
- Costa Rica - Partido Unidad Social Cristiana, Parti unité sociale-chrétienne

- Croatie - Hrvatska Demokratska Zajednic (HDZ), Union démocratique croate ;
- Cuba - Partido Demócrata Cristiano de Cuba, Parti démocrate chrétien de Cuba; Asamblea de la Resistencia Cubana, Assemblée de la Résistance cubaine
- Chypre - Δημοκρατικός Συναγερμός (ΔΗ.ΣΥ.), Rassemblement démocratique
- Danemark - Det Konservative Folkeparti, Parti du peuple conservateur ;
- République dominicaine - Fuerza Nacional Progresista, Force nationale progressiste
- Équateur - Movimiento CREO, Mouvement CREO
- Espagne - Partido Popular (PP), Parti populaire ;
- Estonie - Isamaa ;
- États-Unis - Republican Party, Parti républicain ;
- Finlande - Kansallinen Kokoomus (Kok), Parti de la Coalition nationale ;
- Géorgie - ერთიანი ნაციონალური მოძრაობა (ENM), Mouvement national uni ;
- Ghana - New Patriotic Party (NPP), Nouveau Parti patriotique ;
- Grèce - Νέα Δημοκρατία (NΔ), Nouvelle Démocratie ;
- Guatemala - Parti unioniste (Guatemala)
- Islande - Sjálfstæðisflokkurinn, Parti de l'indépendance (Islande)
- Israël - הליכוד, La consolidation ;
- Kenya - Kenya African National Union, Union nationale africaine du Kenya; Democratic Party of Kenya, Parti démocratique
- Corée du Sud - 국민의힘 (PPP), Pouvoir au peuple (Corée du Sud)
- Lettonie - Nacionālā apvienība (NA), Alliance nationale (Lettonie)
- Liban - Ḥizb al-Katā'ib al-Lubnānīya, Parti Kataeb – Parti social-démocrate libanais
- Maldives - Parti démocrate maldivien (MDP);
- République de Moldova - Partidul Acțiune și Solidaritate (PAS), Parti action et solidarité
- Maroc - Parti de l'Istiqlal (PI);
- Népal - राष्ट्रिय प्रजातन्त्र पार्टी, Parti national démocratique (Népal)
- Nouvelle-Zélande - New Zealand National Party (National), Parti national de Nouvelle-Zélande ;
- Nigeria - Peoples Democratic Party (PDP), Parti démocratique populaire (Nigeria)
- Macédoine du Nord - VMRO-DPMNE, Organisation révolutionnaire macédonienne intérieure - Parti démocratique pour l'unité nationale macédonienne
- Norvège - Høyre, Droite ;
- Panama - Cambio Democratico, Changement démocratique (Panama)
- Pérou - Partido Popular Cristiano, Parti populaire chrétien
- Portugal - Partido Popular, Parti populaire ;
- Roumanie - Partidul Național Liberal, Parti national libéral
- Russie - СПС - Союз правых сил, Union des forces de droite
- Tchéquie - Občanská demokratická strana (ODS), Parti démocratique civique ; TOP 09
- Royaume-Uni - Conservative & Unionist Party, Parti conservateur et unioniste ;
- Salvador - Alianza Republicana Nacionalista (Arena), Alliance républicaine nationaliste ;
- Serbie - Српска напредна странка (SNS), Parti progressiste serbe ;
- Slovénie - Slovenska demokratska stranka (SDS), Parti démocratique slovène ;
- Afrique du Sud - IQembu leNkatha yeNkululeko, Parti Inkatha de la liberté
- Sri Lanka - United National Party (UNP), Parti national uni ;
- Sainte-Lucie - United Workers Party (Saint Lucia), Parti uni des travailleurs (Sainte-Lucie)
- Suède - Moderata samlingspartiet, Parti des modérés; Kristdemokraterna, Chrétiens-démocrates (Suède)
- République de Chine- 中國國民黨,Guomindang, Parti nationaliste chinois ;
- Tanzanie - Chama cha Demokrasia na Maendeleo (Chadema), Parti pour la démocratie et le progrès ;
- Venezuela - Proyecto Venezuela, Projet Venezuelal; Partido Político Encuentro Ciudadano, Réunion citoyenne

- Bolivie : Movimiento Demócrata Social , Mouvement démocrate social
- Grenade : New National Party (NNP), Nouveau parti national ;
- Italie : Fratelli d'Italia, Frères d'Italie; Forza Italia, Forza Italie
- Mongolie : Ардчилсан нам, Parti démocrate ;
- Paraguay : Partido Colorado (Paraguay), Parti colorado
- Saint-Vincent-et-les-Grenadines : New Democratic Party, Nouveau parti démocratique ;
- Ouganda - Jukwaa la Mabadiliko ya Kidemokrasia (FDC), Forum pour le changement démocratique
- Ukraine : Європейська Солідарність, Solidarité européenne; Всеукраїнське об'єднання, Union panukrainienne

- Argentine : Propuesta Republicana, Proposition républicaine
- Bosnie-Herzégovine : Hrvatska demokratska zajednica Bosne i Hercegovine, Union démocratique croate de Bosnie-et-Herzégovine; Партија демократског прогреса (PDP), Parti du progrès démocratique
- Lituanie : Tėvynės sąjunga -Lietuvos konservatoriai (TS-LK) (Union pour la patrie)

## Unions régionales[2]
En plus d'être membres de l'UDI, les partis politiques peuvent aussi être membre d'une de ses unions régionales :
- Unión de Partidos Latinoamericanos (UPLA) : Union des partis latino-américains ;
- Asia Pacific Democrat Union (APDU ou UDAP) : Union démocrate d'Asie et du Pacifique
- Caribbean Democrat Union (CDU ou UDC) : Union démocrate caribéenne
- Democrat Union of Africa (DUA ou UDA) : Union démocrate d'Afrique
- European Democrat Union (EDU ou EDU) : Union démocrate européenne

## Direction[3]
- Président : Stephen Harper (Parti conservateur du Canada, 22e Premier ministre du Canada de 2006 à 2015)
- Vice-président : Brian Loughnane (Parti libéral d'Australie)
- Président honoraire: Lord Michael Ashcroft (Parti conservateur du Royaume-Uni)
- Vice-présidents exécutifs :
  - Hon. Antonio Giordano MP (Fratelli d’Italia)
  - Hon. Tundu Lissu (CHADEMA)
  - Hon. Scott Morrison (Parti libéral d'Australie)
  - Rt. Hon. Dame Priti Patel MP (Parti conservateur du Royaume-Uni)
  - Diego Schalper MP (Renovación Nacional, Chile)
  - David McAllister MEP (Union chrétienne-démocrate)
- Vice-présidents : 
  - Marwan Abdallah (Kataeb Party)
  - Louisa Atta-Agyemang (Nouveau Parti patriotique)
  - Governor Haley Barbour (Republican Party)
  - Hon. Deborah Bergamini MP (Forza Italia)
  - Deputy Minister Tasos Chatzivasileiou MP (New Democracy)
  - Rt. Hon. Allen Chastanet MP (United Workers Party)
  - Hon. Judith Collins KC, MP (National Party)
  - Dr. Rahhal El Makkaoui (Istiqlal Party)
  - Carlo Fidanza MEP (ECR)
  - Minister of State Florian Hahn MP (Christlich-Soziale Union)
  - Lord Daniel Hannan (Parti conservateur du Royaume-Uni)
  - Gabriel Mato MEP (Partido Popular)
  - Julian Obiglio (PRO)
  - Marco Solares (Partido Unionista)
  - Majority Leader Jens Spahn MP (Union chrétienne-démocrate)
  - Commissioner Dubravka Šuica (Hrvatska Demokratska Zajednic)
  - H.E. Elbegdorj Tsakhiagiin ( Ардчилсан нам, Parti démocrate)
- Conseillère politique : Eva Gustavsson (Moderata Samlingspartiet, Suède)
- Secrétaire général : Tina Mercep